# Lepidostoma rectangulare
Lepidostoma rectangulare är en nattsländeart som beskrevs av Oliver S. Flint Jr. 1967. Lepidostoma rectangulare ingår i släktet Lepidostoma och familjen kantrörsnattsländor. Inga underarter finns listade i Catalogue of Life.